# إيما فيريرا
إيما فيريرا (بالإنجليزية: Emma Ferreira)‏ هي مصورة بريطانية، ولدت في 7 يونيو 1965 في باكينغهامشير في المملكة المتحدة.